# Rolls-Royce Marine Power Operations
Rolls-Royce Marine Power Operations Limited (en español, Rolls-Royce Operadora de Generadores Marinos Limitada), es una compañía subsidiaria de Rolls-Royce Holdings. Opera en tres emplazamientos en el Reino Unido, dos en Raynesway (Derby), y el otro en Vulcan NRTE (Dounreay). Posee autorización para manejar material nuclear

## Historia

Submarino nuclear británico de la clase "Astute"

Sus instalaciones se autorizaron en agosto de 1960 y se ocupa del procesamiento de combustible nuclear (uranio) y de la fabricación de los núcleos de los reactores nucleares Rolls-Royce PWR para los submarinos de la Royal Navy, como los de la clase Astute.
El centro denominado Neptune/Radioactive Components Facility obtuvo su licencia en noviembre de 1961 y alberga el reactor nuclear Neptune, que se utiliza para realizar experimentos y pruebas con estos dispositivos.
La compañía se creó como una empresa conjunta en 1954, con el nombre de "Rolls-Royce and Associates"; los asociados son Vickers, Foster Wheeler y posteriormente Babcock & Wilcox. Cambió su nombre el 15 de enero de 1999 a "Rolls-Royce Marine Power Operations Limited" y es parte del negocio marítimo de Rolls-Royce plc.